# Монголы в Чехии
Монголы в Чешской Республике (чеш. Mongolská menšina v Česku) формируют одну из меньших этнических групп страны. Рабочие из Монголии составляют 3,6 % иностранной рабочей силы, начиная с 2008 года, доставлялись домой, в Монголию.

## История миграций
По данным местной полиции, на 2005 год в Чехии проживало всего 1900 монголов. К 31 марта 2006 года их число выросло до 2607 человек, из них 2051 рабочих и 213 бизнесмена. На следующий год произошёл существенный рост монгольского населения, которое почти утроилось до 7515 человек к июню 2007 года. С июля 2008 года, ещё около тридцати — сорока монголов прибывали в Чехию для работы каждую неделю, многие на поезде. Число монголов, как ожидается, продолжит расти быстрыми темпами, так как Монголия, наряду со Вьетнамом, была выбрана в 2008 году в качестве одной из стран, снабжающих трудовыми ресурсами Чехию, с целью замены северокорейских иностранных рабочих, визы которых не были обновлены после международного беспокойства, что их заработная плата конфисковалась северокорейским правительством и использовалась для поддержки ядерной программы.
Однако, в начале 2009 года, чешское правительство решило, что они больше не будут предоставлять рабочие визы для монгольских или вьетнамских рабочих, в ответ на экономический спад, оставивший 380 000 чешских граждан без рабочих мест. Выдача виз официально прекратилась 1 апреля того же года. Правительство заявило, что этот процесс возможно возобновится в будущем. Они также объявили о своем плане предложить 500€ и бесплатный авиабилет назад, в Улан-Батор, для любых монгольских рабочих, находящихся в Чехии и потерявших свои рабочие места. Представитель Министерства внутренних дел заявил, что этот план был предназначен для того, чтобы в стране не осталось нелегальных безработных иностранных рабочих. С февраля по апрель, монголы составляли 66 % от 1345 иностранцев, которые использовали в своих интересах такое предложения от чешского правительства.

## Демография и распространенность
Помимо монгольской общины в Праге, численностью около 500 человек, монголы проживают так же в Южноморавском крае, в городе Бланско, и несколько сотен насчитывается в Пльзене. В марте 2007 года город Бланско стал мишенью протестов, организованных группой националистов, один из которых был арестован за нацистское приветствие. Однако, несмотря на напряженные отношения между монголами и гражданами города, несколько местных жителей, фактически участвовали в этих протестах. Демонстранты были описаны как неонацисты из других регионов Чешской Республики.

## Нелегальные миграции
Проблема с торговлей людьми и нелегальной иммиграцией из Монголии в Чехии растет. Монголы составляют одну из самых многочисленных групп незаконных мигрантов, задержанных на границе со Словакией. Раньше одним из главных источников нелегальных иностранных работников на территории Чешской Республики была Украина, но многие из них переехали ещё западнее, в другие страны Европейского Союза, в поисках более высокой заработной платы. Монголы были одной из основных групп, заменивших их. Правительство Чехии в борьбе с незаконной миграцией работает вместе с Правительством Монголии, и они действуют по программе, похожей на те, по которым Чехия сотрудничала с правительствами Молдовы, Армении, Украины.
В Чехии в настоящий момент работает пятнадцать учреждений, занятых вопросами работников из Монголии. Однако, только два таких учреждения имеют разрешение правительства Монголии на работу на её территории, остальные же не имеют такого разрешения. Это отсутствие регистрации является причиной того, что чешское правительство завышает количество мигрантов из Монголии, которых в общей сложности в 2007 году оно насчитывало 2 000 человек, в то время как правительство Монголии говорит о небольшом числе трудящихся, отправившихся в Чешскую Республику.